# Zapotlán de Juárez (kommun)
Zapotlán de Juárez är en kommun i Mexiko.   Den ligger i delstaten Hidalgo, i den sydöstra delen av landet, 70 km norr om huvudstaden Mexico City. Antalet invånare är 18 036. Arean är 131 kvadratkilometer.
Terrängen i Zapotlán de Juárez är varierad.
Följande samhällen finns i Zapotlán de Juárez:
- Zapotlán de Juárez
- Acayuca